# Gösta Qvist
Gustaf Hilding "Gösta" Qvist, född 17 april 1890 i Ryssby socken, Kalmar län, död 28 april 1971 i Solna, var en svensk skådespelare. Han var gift med skådespelaren Elgina Quist.

## Filmografi (urval)
Enligt Svensk filmdatabas:

- 1943 – I mörkaste Småland
- 1945 – Brott och Straff
- 1945 – Svarta rosor
- 1946 – Pengar - en tragikomisk saga
- 1946 – Det regnar på vår kärlek
- 1946 – Kris
- 1947 – Ådalens poesi
- 1947 – Livet i Finnskogarna
- 1947 – Onda ögon
- 1948 – Marknadsafton
- 1948 – Främmande hamn
- 1951 – Fröken Julie
- 1949 – Bara en mor
- 1949 – Hin och smålänningen
- 1949 – Svenske ryttaren
- 1949 – Pappa Bom
- 1951 – Starkare än lagen
- 1951 – Frånskild
- 1952 – Han glömde henne aldrig
- 1954 – Flicka med melodi
- 1954 – I rök och dans
- 1954 – Hästhandlarens flickor
- 1955 – Ute blåser sommarvind
- 1955 – Stampen
- 1955 – Luffaren och Rasmus
- 1956 – Främlingen från skyn
- 1956 – Flickan i frack
- 1959 – Sköna Susanna och gubbarna